# Hedychium longicornutum
Espèce
Classification phylogénétique
Hedychium longicornutum  est une espèce de plantes à fleurs du genre Hedychium de la famille des Zingiberaceae. C'est une plante herbacée vivace originaire d'une région qui s'étend de la Thaïlande à la Malaisie péninsulaire.
La découverte de Hedychium longicornutum fut faite par le botaniste britannique William Griffith (1810-1845) en Malaisie, à Malacca.
Elle est mentionnée et décrite en 1892 dans l'ouvrage de Joseph Dalton Hooker  "The Flora of British India", volume 6, page 228 .

## Écologie
Hedychium longicornutum est une épiphyte

## Synonymes
Selon World Checklist of Selected Plant Families (WCSP) (13 oct. 2011) :
- Hedychium crassifolium Baker, (1892)
- Hedychium longicornutum var. minor Ridl., (1926)